# Мельниково (Вологодская область)
Ме́льниково — деревня в Вологодском районе Вологодской области.
Входит в состав Подлесного сельского поселения, с точки зрения административно-территориального деления — в Подлесный сельсовет.
Расстояние по автодороге до районного центра Вологды — 28 км, до центра муниципального образования Огарково — 15 км. Ближайшие населённые пункты — Погорелка, Винниково, Семёновское, Дуравино.
По переписи 2002 года население — 4 человека.